# Pecka (přírodní památka)
Přírodní památka Pecka představuje malý kopec nacházející se v blízkosti bývalé železniční stanice Praha-Bubeneč u přírodní památky Královská obora.

## Důvod vyhlášení

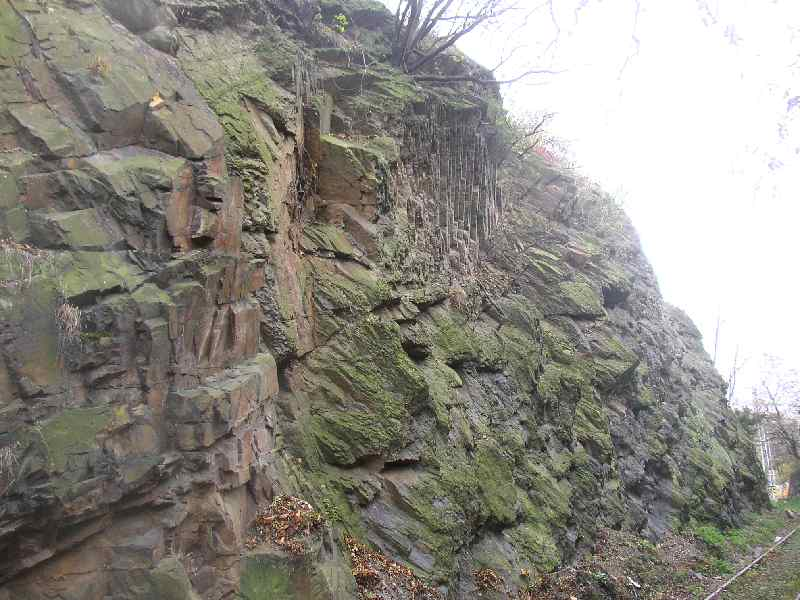
Skalní vrstvy v železničním zářezu zrušené vlečky do Císařského mlýna

Důvodem pro vyhlášení přírodní památky byla snaha ochránit opěrný geologický profil šáreckého a dobrotivského souvrství, opěrný profil ke stratotypu llanvirn-dobrotiv (ordovik) v ČR.

## Flora
Původní teplomilná vegetace byla většinou zničena výsadbou akátu, který je v souladu s plánem péče odstraňován, a dochovala se pouze na malé jihovýchodní stráni. Ze vzácnějších druhů rostlin zde roste kavyl Ivanův a chlupáček chocholičnatý (Hieracium cymosum).

## Fauna
Na území přírodní památky pro jeho silné narušení lidskou činností žijí jen běžné druhy zvířat, především hmyzu.